# Bosidengbrug
De Bosidengbrug (Chinees: 波司登大桥, Hanyu pinyin: bōsīdēng chángjiāng dàqiáo) is een in juni 2013 geopende stalen boogbrug over de Yangtze. De brug is gelegen bij Luzhou in de provincie Sichuan, ten zuidwesten van Chongqing, in de Volksrepubliek China. De brug is onderdeel van de autosnelweg G93, een ringvormige snelweg rond de twee steden Chongqing en Chengdu
De brug is qua overspanning de op twee andere Chinese bruggen na langste boogbrug ter wereld. De totale lengte van de brug is 841 meter, de grootste overspanning meet 530 meter. De brug is geconstrueerd met 724 ton staal van hoge sterkte, 12.441 ton staal en 37.900 kubieke meter beton.